# Morning Star (quotidiano)
Il Morning Star è un quotidiano britannico di sinistra, con un accento su questioni sociali, politiche e sindacali.
Il giornale fu fondato nel 1930 con il nome di Daily Worker dal Partito Comunista di Gran Bretagna (PCGB); assunse il nome attuale nel 1966. Il New Statesman lo ha definito come "l'ultimo giornale comunista in Gran Bretagna". La linea editoriale è ritenuta, dai suoi stessi redattori, in linea con la Via britannica al Socialismo, il programma del Partito Comunista Britannico. Gli articoli e le colonne critiche vedono il contributo di una grande varietà di autori, socialisti, comunisti, social-democratici, verdi e religiosi.

## IlDaily Worker(1930-1966)

### Primi anni
Il quotidiano fu fondato nel 1930 come Daily Worker, organo del Comitato Centrale del Partito Comunista di Gran Bretagna (PCGB). Il primo numero fu pubblicato il 1 gennaio 1930, da una redazione di otto membri del Partito con sede a Londra, a Tabernacle Street; nel gennaio del 1934, gli uffici furono trasferiti a Cayton Street. La prima edizione a otto pagine fu, invece, pubblicata a partire dal primo ottobre del 1935.

### Seconda guerra mondiale
Il 3 settembre 1939, il Primo Ministro britannico Neville Chamberlain tenne un discorso alla nazione tramite l'emittente radiofonica BBC, annunciando la dichiarazione formale di guerra contro la Germania nazista. Il caporedattore del Daily Worker, John Ross Campbell, supportato da Harry Pollitt, Segretario Generale del Partito, tentò di descrivere la guerra contro Hitler in Europa come la continuazione della lotta antifascista. Questa posizione contraddiceva quella assunta dal Comintern subito dopo il Patto Molotov-Ribbentrop, che riteneva che la guerra fosse il risultato della frizione tra potenze imperialiste rivali; poco dopo, Campbell fu sollevato dall'incarico, venendo rimpiazzato da William Rust.
La linea del giornale mutò, e di conseguenza iniziò ad accusare il governo britannico di non voler salvare l'Europa dal fascismo, ma di voler imporre il proprio imperialismo alla Germania, prima di attaccare l'Unione Sovietica. Il quotidiano criticò l'incontro tra Sir Walter Citrine (uno dei più importanti capi del movimento sindacale britannico ed internazionale) e il Ministro del Lavoro francese Charles Pomaret, nel dicembre 1939, ritenendo che Citrine intendesse assecondare le intenzioni del Cancelliere dello Scacchiere, Sir John Simon, di fermare gli aumenti salariali in Gran Bretagna sull'esempio del Ministro francese (anche il Time fu di quest'avviso). Citrine citò in giudizio il giornale per diffamazione, sostenendo di essere stato accusato di aver complottato con i vari Citrine francesi per schiacciare sotto il peso della macchina bellica imperialista anglo-francese milioni di sindacalisti; egli ribatté, poi, che il Daily Worker riceveva l'equivalente di 2.000 sterline al mese dal governo sovietico, e che Mosca decidesse da remoto la linea editoriale, fortemente anti-bellicistica, del quotidiano.
Il 21 gennaio 1941, la pubblicazione del giornale fu soppressa dal segretario interno nella coalizione di guerra, Herbert Morrison (deputato del Partito Laburista), per aver ripetutamente violato le linee guida sulla difesa militare, con una politica editoriale pacifista per fomentare l'opposizione al perseguimento del conflitto bellico. Più tardi, durante i bombardamenti di Londra, gli uffici a Cayton Street furono completamente distrutti in un incendio; la sede della redazione, nel 1942, fu temporaneamente spostata nei vecchi uffici della Caledonian Press, a Swinton Street (nello stesso luogo dove, dal 1925 al 1929, era stato pubblicato il vecchio giornale del Partito, il Sunday Worker). Nuovi uffici furono acquistati solo nel 1945, in Farrington Road, dove prima si trovava il magazzino di una fabbrica di spazzole. Quando l'Unione Sovietica fu invasa dalla Germania con l'Operazione Barbarossa, la linea del giornale mutò ancora: i comunisti britannici divennero ferventi sostenitori dell'entrata in guerra del Regno Unito. Per l'intera durata del conflitto, il Daily Worker si adoperò per sostenere lo sforzo bellico britannico, premendo per aprire un "secondo fronte" in Europa. La censura governativa sul giornale cessò, poi, nel settembre del 1942.
I bombardamenti atomici di Hiroshima e Nagasaki furono salutati con favore dal giornale; sostenne, anzi, che l'uso dell'arma atomica sarebbe stato utile nel piegare l'Impero giapponese.
A partire dal settembre 1945, il giornale è stato di proprietà della People's Press Printing Society.

### Dopoguerra
La diffusione del Daily Worker raggiunge il suo picco nel dopoguerra, nonostante vi siano varie stime sulla tiratura - dalle 100.000 alle 122.000, fino alle 140.000 o addirittura alle 500.000.
Nei tardi anni '40 poté seguire da vicino i cambiamenti politici in Ungheria, Cecoslovacchia e Bulgaria, così come la rottura tra Tito e Stalin nel 1948. Durante la rivoluzione ungherese del 1956, la redazione si schierò al fianco dell'intervento sovietico: denunciò la rivolta come un nuovo "Terrore bianco", e rimuovendo la corrispondenza di Peter Fryer, che aveva manifestato simpatia per l'insurrezione.
Ogni anno a febbraio, dal 1950 al 1954, il giornale organizzava un raduno all'Harringay Arena, nel nord di Londra, e vi prendevano parte circa 10.000 persone. Paul Robeson inviò dei messaggi registrati sia all'edizione del 1950 che a quella dell'anno seguente.

Alla fine degli anni '50, l'edizione del giornale constava di sole quattro pagine, e l'ultimo numero del Daily Worker fu pubblicato il 23 aprile 1966. Nell'editoriale lì contenuto si poteva leggere:
"On Monday this newspaper takes its greatest step forward for many years. It will be larger, it will be better and it will have a new name.... During its 36 years of life our paper has stood for all that is best in British working-class and Socialist journalism. It has established a reputation for honesty, courage and integrity. It has defended trade unionists, tenants, pensioners. It has consistently stood for peace. It has always shown the need for Socialism. Let all Britain see the Morning Star, the inheritor of a great tradition and the herald of a greater future".
Il Daily Worker assunse, quindi, l'attuale denominazione di Morning Star.

## IlMorning Star(1966-oggi)

### Storia
Il primo numero del Morning Star fu pubblicato il 25 aprile 1966; tra i più importanti redattori, all'inizio, figurava l'esule sudafricana Sarah Carneson.
Fino al 1974, il giornale veniva finanziato dal governo sovietico tramite contributi finanziari diretti, e da quell'anno l'ambasciata sovietica provvedette ad acquistare copie all'ingrosso. A partire dai tardi anni '70, il giornale ebbe uno scontro con il PCGB, dato che la tendenza eurocomunista si era aperta un grosso spazio all'interno del Partito, mentre il Morning Star continuava a permanere su posizioni filo-sovietiche e "ortodosse". Tuttavia, l'equilibrio tra le due fazioni non era affatto stabile: un editoriale del Guardian riportò che il giornale stava fornendo copertura a dissidenti in Cecoslovacchia ed altri paesi del blocco orientale, e che circa un terzo dei membri del Partito desiderava che avvenisse un'inversione rispetto a quella strettamente vicina a Mosca; in quello stesso anno, peraltro, il Morning Star organizzò una manifestazione di fronte l'ambasciata della Repubblica Democratica Tedesca, contro la scarcerazione del dissidente comunista Rudolf Bahro. Sempre nel 1977, il caporedattore dell'epoca, Tony Chater, persuase il governo laburista di quegli anni ad inserire degli annunci elettorali sul quotidiano.
Nel dicembre del 1981, quando il movimento Solidarnosc fu proibito e la legge marziale venne dichiarata in Polonia, il giornale criticò il Comitato Esecutivo del Partito per aver condannato le azioni del governo comunista polacco. L'anno seguente, attaccò invece il mensile del Partito, Marxism Today, che era controllato dagli eurocomunisti.
Il giornale supportò lo sciopero indetto dall'Unione Nazionale dei Minatori (UNM) nel 1984-1985, anche se il Partito fu scettico nei confronti della strategia adottata dal leader sindacale Arthur Scargill verso la fine dello sciopero. Nel frattempo, nel marzo del 1984 il Comitato Esecutivo (CE) del PCGB pubblicò un documento di sette pagine fortemente critico verso Tony Chater, in particolar modo poiché aveva rifiutato la pubblicazione di un articolo in cui si commemoravano i sessant'anni dalla morte di Lenin. Il CE propose dei candidati per sostituire la direzione di Chater nella direzione della People's Pressing Printing Society; tuttavia Chater sarebbe rimasto caporedattore del giornale fino al 1995, anno del suo ritiro. Il controllo del giornale passò definitivamente dalle mani degli eurocomunisti, in quelle dei filo-sovietici del Partito Comunista Britannico, fondato nel 1988.
La fine del socialismo reale nel biennio 1989-1991 tuttavia colpì anche il giornale: gli acquisti all'ingrosso di copie (l'ambasciata sovietica ne comprava circa 6.000 ogni giorno) terminarono nel 1989, causando grossi problemi finanziari. Negli anni '90, la tiratura crollò a circa 7.000 copie giornaliere; nel frattempo tensioni animavano la dirigenza del PCB circa la gestione del giornale, e in particolare sulla successione a Chater come caporedattore: si decise infine per John Haylett, vicino alle posizioni di Chater. Quando, tuttavia, nel 1998 Haylett fu rimosso dall'incarico, con l'accusa di "gravi negligenze", molti dei lavoratori decisero di entrare in sciopero, anche a causa dello stipendio basso e fisso da anni. Le frizioni si conclusero con il ritorno di Haylett come caporedattore, e le vendite videro anche una leggera crescita.

### Politica editoriale
Gli incontri annuali della People's Press Printing Society hanno stabilito che la linea del giornale è ricalcato sul programma del Partito Comunista Britannico.
A livello internazionale, il giornale propone la soluzione dei due stati per porre fine al conflitto israelo-palestinese, e la fine dell'occupazione israeliana sui territori palestinesi. In merito alle guerre jugoslave, ha denunciato l'intervento militare NATO, e, secondo altre pubblicazioni, difendendo il Presidente serbo Slobodan Milošević. Allo scoppio della guerra in Iraq, il giornale ha avuto posizioni fortemente anti-belliciste. Sul conflitto in Irlanda del Nord, le posizioni sono sempre state a favore della riunificazione irlandese.
A livello nazionale, quotidiano sviluppa, innanzitutto, gli ideali di pace e socialismo. Si mantiene su posizioni euroscettiche, appoggiando l'idea di un referendum per abbandonare l'Unione Europea, e in passato ha appoggiato la piattaforma No2EU alle elezioni europee del 2009.

### Contributi e staff
Nei primi anni del XXI secolo, il giornale ha visto il contributo di molti autori: Uri Avnery, John Pilger, l'attivista verde Derek Wall, l'ex sindaco di Londra Ken Livingstone, l'ex leader del Partito Laburista Jeremy Corbyn, John McDonnell, Caroline Lucas del Partito Verde di Inghilterra e Galles, George Galloway del Respect Party, e molti segretari generali del movimento sindacale. In generale, il giornale raccoglie una pluralità di prospettive, anche se, come riporta Haylett, "eventi accaduti settant'anni fa in Unione Sovietica sono ancora utilizzati come bastone per colpire il Morning Star".